# Sanae Kobayashi
Sanae Kobayashi (小林 沙苗?, Kobayashi Sanae; Shizuoka, 26 gennaio 1980) è una doppiatrice giapponese. È la doppiatrice giapponese ufficiale per  Zhang Ziyi e Angelina Jolie.

## Doppiaggio

### Serie televisive
- Alisma in Pocket Monsters (2023)
- Allen Walker in D.Gray-man
- Akira Okuzaki in Mai-HiME e My Otome
- Akira Touya in Hikaru no go
- Ayuzawa Misaki in Maid-sama!
- Fujiwara no Akiko in Shounen Onmyouji
- Ally Connolly in Element Hunters
- Antonia Bellucci in Heat Guy J
- Aqune in Spider Riders
- Asuka Atsukawa in E's Otherwise
- Alexis Rhodes in Yu-Gi-Oh! Duel Monsters GX
- Canon Memphis in Fafner of the Azure
- Carrie Nishikawa in Bamboo Blade
- Cathy Glass in Macross Frontier
- Cha-che in Buzzer Beater
- Chris Thorndyke in Sonic X
- Coop in Avenger
- Eiko Nikaido in Persona: Trinity Soul
- Daedalus in Ergo Proxy
- Eleanor Campbell in Emma
- Ender in .hack//Roots[1]
- Ennis in Baccano!
- Fuuko Mimuro in Gilgamesh
- Gemini Sunrise in Sakura taisen - New York New York
- Greta in Pokémon
- Haru Kikuchi in Someday's Dreamers
- Hitomi Kashiwa in Welcome to the N.H.K.
- Hong Lihua in Sousei no Aquarion
- Inori Misasagi in Memories Off 3.5 The Moment of Wishing
- Justeaze Lizrich von Einzbern in Fate/Apocrypha
- Kanami Ishizaki in Darker than Black
- Karen, Fumi & Lily in Geneshaft
- Kinkaku, Ginkaku in Saiyuki Reload
- Kitagawa in Genshiken
- Kitori Palvanef in Area 88
- Kiwako in Hell Girl
- Kotaro in Papuwa
- Kumi Mashiba in Hajime no Ippo
- Lady Bat, Fuku-chan & Maria in Mermaid Melody Pichi Pichi Pitch Pure
- Leslie in The Promised Neverland
- Lilith in Yami to bōshi to hon no tabibito
- Lucy/Nyū in Elfen Lied
- Madlax (マドラックス) in Madlax
- Mai in Hand Maid May
- Mai Minase in .hack//Liminality
- Maki in Get Backers
- Manaka Kisaragi in Boogiepop Phantom
- Mare in Shakugan no Shana II
- Maria Hikawa/Cure Tender in HappinessCharge Pretty Cure!
- Maria in Mermaid Melody Pichi Pichi Pitch
- Maya Kitajima in Glass Mask
- Mine in Karneval
- Misaki Yosano in Hantsuki
- Miss Midori in Astro Boy
- Moonlight Lady in Suzuna
- Nami in I"s
- Natalia in El cazador
- Pi (Episode 12 - 14, 16 - 16) in .hack//Roots[1]
- Rahzel in Hatenkou Yugi
- Reiko Natsume in Natsume's Book of Friends
- Reinforce in Mahō shōjo Lyrical Nanoha
- Rena Uzuki in Najica Blitz Tactics
- Ritsuko Fukuda in D•N•Angel
- Roberta in Ashita no Nadja
- Rosseta's Agent in Kaleido Star
- Rumi Shimada in Wangan Midnight
- Ruruka in Monkey Typhoon
- Sara Nome in Macross Zero
- Sasame in Naruto
- Satsuki Kitaōji in Ichigo 100%
- Scarlett Church/Sister Rayer in The Cosmopolitan Prayers
- Squirtle in Pokémon Mystery Dungeon: Team Go-Getters Out Of The Gate!
- Sophie Casterwill in Huntik - Secrets & Seekers
- Susanna Bluestein in Divergence Eve
- Teko Kitagawa in K.R.I.E.G.
- Venus in Spider Riders
- Xing Huo in Tsubasa RESERVoir CHRoNiCLE[2]
- Yoko Katsuragi in LOVE♥LOVE?
- Physis in Verso la Terra...
- Inori Misasagi in Aoi Akai Senshi Sky
- Yagiri Namie in Durarara!!
- Prigioniera C in New Panty & Stocking with Garterbelt

### OAV
- Crane Yuzuriha in Saint Seiya: The Lost Canvas

### Drama CD
- Misaki Ayuzawa in Maid-sama!

### Videogiochi
- Ice Climbers in Super Smash Bros. Melee, Super Smash Bros. Brawl e Super Smash Bros. Ultimate
- Lydie Erlanger in Castlevania: Harmony of Dissonance
- Akemi in Red Ninja: End of Honor
- Claudia Selfer in Echo Night: Beyond
- Gemini Sunrise in Sakura Wars: So Long, My Love, Project X Zone, Granblue Fantasy e Project X Zone 2
- Vent & Aile in Mega Man ZX
- Aile in Mega Man ZX Advent
- Inori Misasagi in Memories Off ~And then~
- Inori Misasagi in Memories Off ~And then Again~
- Ohatsu in Onimusha: Dawn of Dreams
- Mare in Shakugan no Shana
- Constable Neyla in Sly 2: La banda dei ladri
- Seong Mi-na in Soulcalibur IV e Soulcalibur: Broken Destiny
- Leslie Newman in Trauma Center: New Blood
- Ilia Silvestri in Star Ocean: First Departure
- Cecilia Lynn Adlehyde in Wild Arms: Alter Code F
- Juno Hera in Zoids: Infinity EX
- Mirei in Conception
- Frances Batty Curtis in Armored Core V
- Kat in Gravity Rush, PlayStation All-Stars Battle Royale e Gravity Rush 2
- Ange in Granblue Fantasy
- Allen Walker in J-Stars Victory Vs+
- Wilhelm in Breath of Fire 6
- Lowen in Dragalia Lost
- Tighnari in Genshin Impact
- Sakura in Goddess of Victory: Nikke
- Auden Keen in Forspoken
- Singh in Dragon Quest X: Rise of the Five Tribes Offline